# アメリカ合衆国商務省経済開発局

アメリカ合衆国商務省経済開発局の紋章

アメリカ合衆国商務省経済開発局 (EDA)は、新しい雇用を創出し、現在の仕事を保ち、産業と経済の発展を刺激するため、経済的に困窮している地域に補助金を提供するアメリカ合衆国商務省の1機関である。
EDAは、1965年の公共事業・経済開発法のもとで設立された。高失業率、低所得その他の経済的困窮状態にあるアメリカ合衆国の各地域は、EDAの補助を受けることができる。
その公表された使命は、「革新と競争を促進することによって、また世界経済の中での成長と繁栄のためにアメリカの各地域に準備を促すことによって、連邦経済を開発計画に向けて導く」ことである。